# Lekarze z Los Angeles
Lekarze z Los Angeles (ang. L.A. Doctors, 1998–1999) – amerykański serial obyczajowy nadawany przez stację CBS od 21 września 1998 roku do 10 maja 1999 roku. W Polsce nadawany na kanałach AXN i AXN Crime.

## Fabuła
Odnoszący sukcesy, oddani pracy i pacjentom renomowani lekarze z Los Angeles: Roger Cattan (Ken Olin), Tim Lonner (Matt Craven), Evan Newman (Rick Roberts) i Sarah Church (Sheryl Lee) porzucają praktykę w wielkich korporacjach, by założyć własną przychodnię. Gdy doktor Cattan poszukuje sposobów na reklamowanie nowej przychodni, Tim Lonner postanawia zapewnić swoim pacjentom najlepszą opiekę, a rozwiedziony Evan Newman rzuca się w wir pracy, by zagłuszyć ból po rozpadzie małżeństwa. Chociaż ich kariery zostają wystawione na poważną próbę, wierzą, że osiągną sukces.

## Obsada
- Ken Olin jako doktor Roger Cattan
- Matt Craven jako doktor Tim Lonner
- Rick Roberts jako doktor Evan Newman
- Sheryl Lee jako doktor Sarah Church
- Deirdre O’Connell jako Suzanne Blum